# ますこっとれいん

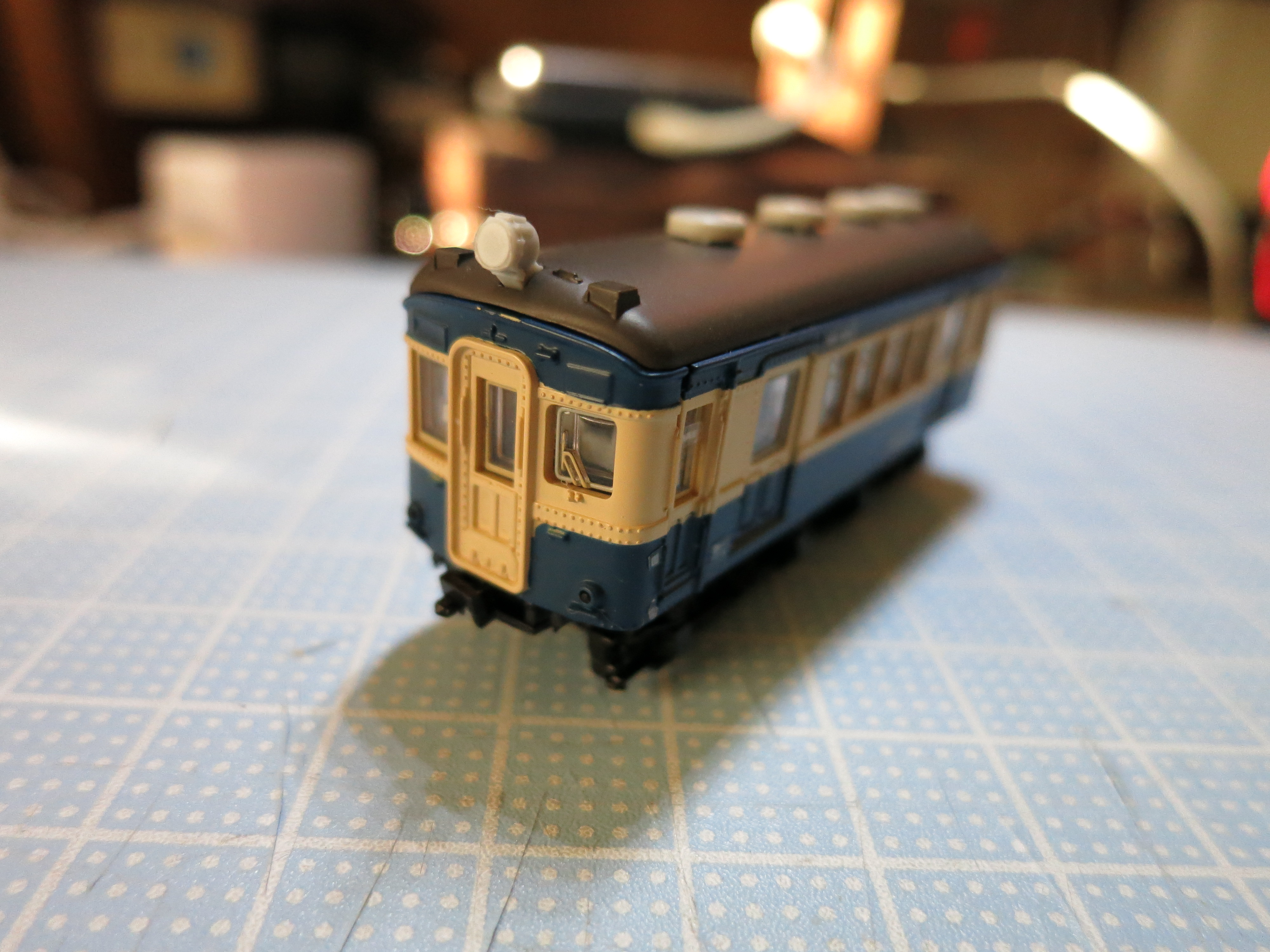
完成したクハ68042

ますこっとれいんは、企画室ねこまたが、2021年9月15日に発売を開始した鉄道模型である。

## 概要
実車の1/150サイズの車体長を65mm（比率としておよそ1/2）に短縮(ショーティー化)したディスプレイモデルである。
企画・開発者はかつてバンダイにおいてBトレインショーティーを担当しており、類似した印象の商品となっている。
長らく新商品が販売されていなかったが、2025年5月14日に、トミーテックが開発する「鉄道コレクション」とのコラボとして「鉄コレポケット」が発表された。基本構造は当記事の通りであり、専用パーツを用いてNゲージのレールを走行可能になる点も同じ。ただし、あちらはTOMIXのパーツの流用が可能であり、リアリティを引き立てることも可能。ラインナップはE235系1000番台、225系100番台、225系5100番台の3形式全7種で、2025年秋頃の販売を予定している。

## Bトレインショーティーとの違い
バンダイが発売をしていたＢトレインショーティーとの違いは以下のとおりである。
- 車体長の延長(60㎜→65㎜)
- 軸距の延長
- 胴受け・幌・トイレ流し管・運転室仕切り・トイレ仕切りパーツの追加
- ベンチレーター・パンタ台・側面客用扉窓とドア・前面ガラス・妻窓の別パーツ化
- 車輪の組み立て化
- 床板のKATO社スナップ式台車・ボディーマウントカプラーへの対応

## ラインナップ
ブラインドパッケージ方式で発売
ぱーと1 (半流51系その1・昭和11•12年度製車)
全12種+シークレット、2021年9月15日発売
- クモハ51015•51027•51029•51044•54001•54002(スカ色)
- クハ68038•68042•68400•68402•68406•68410(スカ色)
- クハ68032(シークレット•ブドウ色)

ぱーと2 (平妻42系その1・昭和8•9年度製車)
全10種+シークレット2種、2022年6月10日発売
- クモハ43007•クハ47114(ブドウ色)
- クモハ43015•53000•53001•50002•50008(スカ色)
- クハ47104•47108•47116(スカ色)
- クハ47102•47104(シークレット•東海色)